# Comunitat Europea de l'Energia Atòmica
La Comunitat Europea de l'Energia Atòmica (en anglès: European Atomic Energy Community), coneguda popularment com a Euratom, és una organització europea que s'ocupa per l'establiment d'un mercat comú de productes nuclears i en el desenvolupament d'aquesta indústria nuclear amb finalitats pacífiques.
Establerta pel Tractat Euratom el 25 de març de 1957, el seu objectiu original era crear un mercat especialitzat per a l'energia nuclear a Europa, mitjançant el desenvolupament de l'energia nuclear i la seva distribució als seus estats membres, i vendre l'excedent a estats no membres. No obstant això, al llarg dels anys el seu abast s'ha ampliat considerablement per cobrir una gran varietat d'àrees associades amb l'energia nuclear i la radiació ionitzant tan diverses com la salvaguarda dels materials nuclears, la protecció radiològica i la construcció del reactor de fusió internacional ITER.
Legalment és diferent de la Unió Europea (UE), tot i que té la mateixa composició i està governada per diverses institucions de la UE; però és l'única organització comunitària que queda independent de la UE i, per tant, fora del control regulador del Parlament Europeu. Des del 2014, Suïssa també participa en els programes d'Euratom com a estat associat. Té la seu a la ciutat belga de Brussel·les.
El Regne Unit va deixar de ser membre de ple dret de l'organització el 31 de gener de 2020. Tanmateix, segons els termes de l'Acord de Comerç i Cooperació entre el Regne Unit i la UE, el Regne Unit participa a l'Euratom com a estat associat després del final del període de transició el 31 de desembre de 2020.

## Història

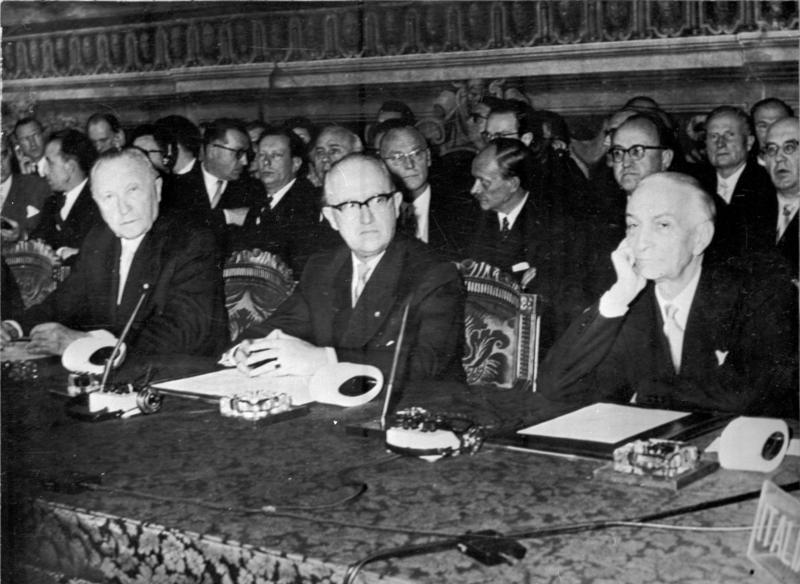
1 d'abril de 1957, Konrad Adenauer, Walter Hallstein i Antonio Segni, signant la unió duanera europea i l'Euratom a Roma, Itàlia.

La força impulsora darrere de la creació d'Euratom va ser el desig de França de desenvolupar energia nuclear i armes nuclears sense haver de dependre dels Estats Units o el Regne Unit. Els costos del desenvolupament nuclear també eren elevats, cosa que va motivar França a compartir els costos amb els altres membres de la Comunitat Europea del Carbó i l'Acer (CECA).
Durant les negociacions per crear l'Euratom, els Estats Units i el Regne Unit van intentar guanyar influència sobre el desenvolupament nuclear a Europa. Els EUA i el Regne Unit van crear l'Agència Europea de l'Energia Nuclear (ENEA) com una manera de limitar el valor d'Euratom i guanyar influència sobre la propagació de la tecnologia nuclear. La Unió Soviètica va iniciar una campanya de propaganda contra l'Euratom, amb l'objectiu d'alimentar els temors entre els europeus que l'organització permetria a l'Alemanya Occidental desenvolupar armes nuclears.
El Parlament Europeu va proposar ampliar les competències de la CECA a altres fonts d'energia. Tanmateix, Jean Monnet, president de la CECA, volia una comunitat separada per cobrir l'energia nuclear. Louis Armand va ser encarregat de fer un estudi sobre les perspectives de l'ús de l'energia nuclear a Europa i el seu informe va concloure que calia un major desenvolupament nuclear per omplir el dèficit deixat per l'esgotament dels jaciments de carbó i reduir la dependència dels productors de petroli. Tanmateix, els estats del Benelux i Alemanya també estaven interessats a crear un mercat únic general, tot i que França s'hi oposava a causa del seu proteccionisme, i Jean Monnet considerava que era una tasca massa gran i difícil. Al final, Monnet va proposar la creació de comunitats separades d'energia atòmica i econòmiques per reconciliar ambdós grups.
La Conferència Intergovernamental sobre el Mercat Comú i Euratom, celebrada al castell de Val-Duchesse el 1956, va elaborar els elements essencials dels nous tractats. L'Euratom fomentaria la cooperació en l'àmbit nuclear, en aquell moment un àmbit molt popular, i, juntament amb la CEE, compartiria l'Assemblea Comuna i el Tribunal de Justícia de la CECA, però no els seus executius. L'Euratom tindria el seu propi Consell i Comissió, amb menys poders que l'Alta Autoritat de la Comunitat Europea del Carbó i l'Acer. El 25 de març de 1957, els sis membres de la CECA van signar els Tractats de Roma (el Tractat Euratom i el Tractat CEE ) i van entrar en vigor l'1 de gener de 1958. Aquesta signatura suposava la creació de la Comunitat Econòmica Europea (CEE) i la Comunitat Europea de l'Energia Atòmica (Euratom), unes organitzacions amb uns objectius més econòmics que no pas polítics.
Per estalviar recursos, aquests executius separats creats pels Tractats de Roma es van fusionar el 1965 mitjançant el Tractat de Fusió. Les institucions de la CEE assumirien les responsabilitats del funcionament de la CECA i l'Euratom, i les tres passarien a ser conegudes com a Comunitats Europees, tot i que cadascuna existís legalment per separat. El 1993, el Tractat de Maastricht va crear la Unió Europea, que va absorbir les Comunitats en el pilar de la Comunitat Europea, tot i que l'Euratom va mantenir una personalitat jurídica pròpia.
La Constitució Europea tenia com a objectiu consolidar tots els tractats anteriors i augmentar-hi la responsabilitat democràtica. El Tractat Euratom no havia estat modificat com els altres tractats, per la qual cosa el Parlament Europeu hi tenia poc a dir. Tanmateix, la raó per la qual no s'havia modificat era la mateixa raó per la qual la Constitució la va deixar separada de la resta de la UE: el sentiment antinuclear entre l'electorat europeu, que podia portar els votants a una oposició a tot el tractat. Per tant, el tractat Euratom roman en vigor relativament sense modificacions des de la seva signatura original.

### Cronologia
Aquesta cronologia general inclou l'establiment i el desenvolupament d'Euratom, i mostra que actualment és l'únic antic organisme de la CE que no s'ha incorporat a la UE.

## Cooperació
- Des del 2014, Suïssa participa en els programes d'Euratom com a estat associat.
- Des del gener de 2021, el Regne Unit participa en els programes d'Euratom com a estat associat segons els termes de l'Acord de Comerç i Cooperació entre el Regne Unit i la UE.[17]
- A partir del 2024, Euratom manté acords de cooperació de diversos abastos amb deu països: Armènia,[18] Austràlia,[19] Canadà, Índia,[20] Japó,[21] Kazakhstan,,[22] Sud-àfrica,[23] Ucraïna,[24] Estats Units, i l'Uzbekistan.

## Membres
Els membres de l'Euratom són els mateixos que els de la Unió Europea, ja que aquest organisme comparteix òrgans amb l'anterior. L'Euratom va ser fundat per sis estats: França, Alemanya, Itàlia i els tres països del Benelux: Bèlgica, Països Baixos i Luxemburg. Posteriorment tots els estats membres de les successives Comunitats Europees forment part d'aquest organisme.

### Retirada del Regne Unit
El Regne Unit va anunciar la seva intenció de retirar-se de la CEEA el 26 de gener de 2017, arran de la seva decisió de retirar-se de la Unió Europea. La notificació formal de retirada de la CEEA es va proporcionar el març de 2017, dins de la carta de notificació de l'article 50, on la retirada es feia explícita. La retirada només es va fer efectiva després de les negociacions sobre les condicions de la sortida, que van durar dos anys i deu mesos.
Un informe del Comitè d'Empreses, Energia i Estratègia Industrial de la Cambra dels Comuns, publicat el maig de 2017, qüestionava la necessitat legal de deixar l'Euratom i demanava una pròrroga temporal de la pertinença per donar temps a la presa de nous acords.
El juny de 2017, el grup de treball de negociació de la Comissió Europea va publicar un document de posició transmès a la UE-27 sobre materials nuclears i equips de salvaguarda (Euratom), titulat "Principis essencials sobre materials nuclears i equips de salvaguarda". El mes següent, un document informatiu de la Biblioteca de la Cambra dels Comuns va avaluar les implicacions de deixar l'Euratom.
El 2017, un article de The Independent qüestionava la disponibilitat de combustible nuclear per al Regne Unit després del 2019 si el Regne Unit es retirés, i la necessitat de nous tractats relacionats amb el transport de materials nuclears. Un article del 2017 a la revista New Scientist afirmava que el subministrament de radioisòtops per al tractament del càncer també s'hauria de tenir en compte en els nous tractats.
Els polítics del Regne Unit van especular que el Regne Unit podria romandre a l'Euratom. El 2017, alguns van argumentar que això requeriria –més enllà del consentiment de la UE-27– una modificació o revocació de la carta de l'article 50 del març de 2017.
La Llei de salvaguardes nuclears de 2018, que preveu salvaguardes després de la retirada d'Euratom, va rebre la sanció reial el 26 de juny de 2018.
L'Acord de Comerç i Cooperació entre el Regne Unit i la UE, que descriu la relació del Regne Unit amb la Unió Europea a partir de l'1 de gener de 2021, preveu la participació del Regne Unit "com a país associat en totes les parts del programa Euratom".

## Presidents
Creada inicialment com una organització plenament independent i amb les seves pròpies institucions, tingué tres presidents. L'any 1967, amb l'entrada en vigor del Tractat de fusió de les Comunitats Europees, aquestes institucions es fusionaren amb les de la CECA i la CEE, creant una única Comissió Europea.
| President       | Estat  | Inici mandat | Finalització mandat | Autoritat          |
| Louis Armand    | França | 1958         | 1959                | Autoritat Armand   |
| Etienne Hirsch  | França | 1959         | 1962                | Autoritat Hirsch   |
| Pierre Chatenet | França | 1962         | 1967                | Autoritat Chatenet |

## Controvèrsia
La seva entitat autònoma dins la Unió Europea suggereix una controvèrsia prou important donada la desaparició inicial de la CECA l'any 2002 i la propera desaparició de la CEE el 2009 en virtut del Tractat de Lisboa de l'any 2007. En la signatura d'aquest últim tractat, així com de la fallida Constitució Europea, es va proposar excloure l'Euratom de la personalitat jurídica de la nova Unió Europea a causa del sentiment antinuclear d'alguns estats membres de la UE.